# Harry Andersen
Harry Andersen (født 21. februar 1901, død 24. november 1988) var en dansk litteraturhistoriker.
Han fik magistergraden i nordisk filologi i 1926. Han skrev doktorafhandlingen Studier i Johannes V. Jensens Lyrik, Verseteknik, Sprog og Stil I udgivet i 1936 på forlaget "Levin og Munksgaard".
Andersen skrev flere artikler om Johannes V. Jensen, med særlig fokus på Jensens sprog. 
Tretten af artiklerne er samlet i bogen Afhandlinger om Johannes V. Jensen, udgivet 1982.